# Eros (Luisiana)
Eros é uma cidade  localizada no estado americano de Luisiana, na Paróquia de Jackson.

## Demografia
Segundo o censo americano de 2000, a sua população era de 202 habitantes.
Em 2006, foi estimada uma população de 205, um aumento de 3 (1.5%).

## Geografia
De acordo com o United States Census Bureau tem uma área de
2,6 km², dos quais 2,6 km² cobertos por terra e 0,0 km² cobertos por água. Eros localiza-se a aproximadamente 61 m acima do nível do mar.

## Localidades na vizinhança
O diagrama seguinte representa as localidades num raio de 28 km ao redor de Eros.